# Channallabes
Channallabes es un género de peces actinopeterigios de agua dulce, distribuidos por ríos y lagos de África.

## Especies
Existen seis especies reconocidas en este género:
- Channallabes alvarezi (Roman, 1971)
- Channallabes apus (Günther, 1873)
- Channallabes longicaudatus (Pappenheim, 1911)
- Channallabes ogooensis Devaere, Adriaens y Verraes, 2007
- Channallabes sanghaensis Devaere, Adriaens y Verraes, 2007
- Channallabes teugelsi Devaere, Adriaens y Verraes, 2007